# Bolsward
Bolsward (în frizonă Boalsert) este un oraș din provincia Frizia, Țările de Jos. 

## Istoric
În anul 1422 orașul Bolsward a fost primit în Liga Hanseatică. 

## Personalități
- Titus Brandsma (1881-1942), călugăr carmelit, victimă a regimului nazist